# Cellule interstiziali di Cajal
Le cellule interstiziali di Cajal (ICC dall'acronimo in lingua inglese per interstitial Cajal-cells) sono cellule con proprietà autodepolarizzante situate nello spazio interstiziale a contatto con lo stomaco e con l'intestino. Sono assenti nell'esofago e nella parte prossimale dello stomaco.
Prendono il nome dal loro scopritore, il medico spagnolo Santiago Ramón y Cajal.

## Funzione
Svolgono un'importante funzione di "pacemaker" dell'apparato gastrointestinale, in quanto la loro depolarizzazione causa la contrazione della tonaca muscolare liscia dello stomaco e dell'intestino alla base dei movimenti peristaltici, fondamentali per il mescolamento e progressione del contenuto degli stessi.

## Frequenza
La frequenza delle contrazioni generate dalle ICC è diversa nelle varie regioni del tratto gastrointestinale:
- 3 al minuto nello stomaco
- 11-12 al minuto nel duodeno
- 9 al minuto nell'ileo
- 3-4 al minuto nel colon